# 三輪博子のジョイフルサンデー
三輪博子のジョイフルサンデー（みわひろこのじょいふるさんでー、Miwahiroko's Jyoiful Sunday）は岐阜放送ラジオで毎週日曜16時から放送されているラジオ番組である。

## 放送時間
- 毎週日曜日　16:00〜17:25(JST)
  - 「エキサイトスタジアム」として巨人戦デーゲームを放送する場合は、17:00から短縮版を放送するが、17:00以降も試合が続いている場合は休止となることがある。

## パーソナリティ
- 三輪博子

## 主なコーナー
- 森と木のぬくもり
- ラジオ夕刊
- レース速報